# Сеть Муниципальных Музеев Совета Провинции Барселоны
Сеть Муниципальных Музеев Совета Провинции Барселоны (кат. Xarxa de Museus Locals de la Diputació de Barcelona), также известная как «Крупнейший музей Каталонии», является инструментом для поддержки и развития сотрудничества музеев провинции Барселоны, а также предоставляет им как непосредственно оборудование и услуги своих специалистов, так и любую другую помощь в сохранении и популяризации культурного наследия. Сеть Муниципальных Музеев находится в ведении Отдела Культурного Наследия, который, в свою очередь, подчиняется Сектору Культуры Совета Провинции Барселоны.
Сеть Муниципальных Музеев была создана в 2001 году в ходе деятельности Комиссии по вопросам сотрудничества муниципальных музеев, образованной в 1988 году после Первой Конференции Музеев и Местной Администрации. Изначально в Комиссию входили муниципальные музеи Оспиталета, Гранольерса, Матаро и Гавы, а также музеи, находящиеся в непосредственном управлении Совета Провинции.
Основная цель Сети Муниципальных Музеев заключается в организации совместной работы по созданию модели разностороннего динамично развивающегося музея, который находился бы в непосредственной связи с жизнью людей, являлся бы доступным культурным центром, инструментом для формирования идентичности и сохранения культурной памяти местного населения, а также представлял бы собой пространство для обучения, социализации и досуга.
На момент образования Сети Муниципальных музеев в 2001 году в неё вошли 37 музеев, находящихся 29 муниципалитетах. В июле 2010 Сеть Муниципальных музеев подписала соглашение с Испанской национальной организацией слепых (ONCE), которое направлено на улучшение доступа в музеи для людей с ограниченными зрительными возможностями.
К 2013 году сеть охватывает 65 музеев из 52 двух муниципалитетов